# Ivan Franko (slovenski častnik)
Ivan Franko, slovenski častnik, pravnik in politik * 31. december 1922, Škofja Loka † 2009.

## Življenjepis
Med 2. sv. vojno je bil aktivist OF, 1942 zaprt, 1943 je vstopil v NOVJ in postal politični komisar več enot (Prešernova brigada, Gradnikova brigada, 31. divizija).
Po vojni je končal VVA JLA (1957) in postal načelnik štaba divizije ter načelnik Katedre na VVA JLA, nazadnje s činom polkovnika JLA, kjer je ostal do 1965. Diplomiral je 1963 na Pravni fakulteti v Skopju, bil odvetnik, nato je opravljal pravno-politične funkcije; kot poslanec Skupščine SRS po 1967 je predsedoval njeni komisiji za družbeno nadzorstvo. Od leta 1971 je služboval v zveznih organih kot sekretar ZIS, od 1974 zvezni sekretar za pravosodje in organizacijo uprave (do 1978) ter nazadnje sodnik Ustavnega sodišča SFRJ.